# Шюслер, Отто
Отто Шюслер (нем. Otto Schüssler; 8 августа 1905, Лейпциг, Германская империя — 1982, Мексика) — видный немецкий политический деятель, лидер троцкистского движения в Веймарской Германии.
Близкий соратник Льва Троцкого.
Известен также как Оскар Фишер и Хулиан Суарес.

## Биография
Родился в семье рабочего. Работал в книжном магазине в Лейпциге. Член Коммунистической рабочей партии Германии. Активный участник и лидер троцкистского движения в Веймарской Германии. В 1928 году вместе с немецким троцкистом Эрвином Аккеркнехтом основал левацкую группу Большевистское единство (Bolschewistische Einheit), входившую в Ленинскую лигу троцкистского меньшинства.
Весной 1932 года сын Льва Троцкого, Лев Седов, который в то время жил в Берлине, подыскивал немецкого секретаря для своего отца. О. Шюслеру была предложена эта работа и он отправился на остров Принкипо в Турции, где Троцкий жил в изгнании. О. Шюслер стал одним из ближайших соратников Троцкого, а в ноябре 1932 года сопровождал Троцкого во время его поездки в Копенгаген.
В 1933 году О. Шюслер вернулся в Германию для участия во встречах немецкой троцкистской группы, которая была объявлена «политической организацией вне закона» после того, как Адольф Гитлер и НСДАП пришли к власти.
С апреля 1933 года возглавлял редакцию троцкистского органа — газеты «Unser Wort».
В этой сложной ситуации Отто Шюслер решил переехать в Прагу, где принял участие в публикации в нелегальных коммунистических газетах памфлетов, используя псевдоним «Оскар Фишер».
В Париже в 1938 году Шюслер участвовал в создании Четвертого Интернационала. Затем отправился в Мексику, где тогда жил Троцкий. Он прибыл в Койоакан в феврале 1939 года, где начал работать секретарём и телохранителем Троцкого.
Когда 24 мая 1940 года у дома Троцкого произошло нападение мексиканских сталинистов, Отто Шюслер вместе с Чарльзом Каронелем (одним из охранников Троцкого из США и членом Социалистической рабочей партии США) был арестован мексиканской полицией. Сначала полиция подозревала Троцкого и его секретарей в том, что они сами организовали нападение, но вскоре выяснили, что ошибались. Через два дня при личном вмешательстве Троцкого О. Шуслер и Ч. Каронель были освобождены..
После убийства Троцкого 20 августа 1940 года Шюслер остался в Мексике, устроился на работу и продолжал активно участвовать в мексиканской секции Четвертого Интернационала под своим мексиканским псевдонимом «Хулиан Суарес». К концу 1940-х годов он отошёл от политической деятельности и прекратил общение со всеми своими бывшими друзьями и товарищами.
Во время «холодной войны» выступал за войну «демократий» против «СССР»
Шюслер был членом Парижского комитета Международных коммунистов Германии (IKD).
Отто Шюслер умер в 1982 году в Мексике.

## Избранные публикации
- Leninismus gegen Stalinismus. Lehren der deutschen Katastrophe (Ленинизм против сталинизма. Уроки немецкой катастрофы), 1933, Прага